# Битва під Краваном
Битва під Краваном (фр. La bataille de Cravant, 31 липня 1423 року) — одна з битв Столітньої війни, вважається одним з найвищих досягнень англійців і їх бургундських союзників.
У цій битві близько 4 тис. англійців зуміли здобути перемогу, борючись з противником, що втричі переверщував їх чисельно; французькі джерела звинувачують в цьому «боягузтво» гасконських і іспанських найманців, а також повільність маршала Франції де Северака, що не допоміг в потрібний момент авангарду, в результаті чого французьке військо виявилося розсіченим навпіл. В результаті перемоги англійцям вдалося ізолювати Пікардійське угруповання, що знаходилося у них в тилу, під командуванням графа д'Омаля, який продовжував чинити опір вторгненню, і в недалекому майбутньому розгромити її остаточно. Також наслідком битви був занепад духу короля Карла VII і як наслідок — подальші поразки.

## Краван
Місто Краван стоїть біля злиття двох річок — Йонни і Кюри; тут же знаходиться канал Ніверне. Знаходиться в 189 км на південь від Парижа, і в 18,9 км на південь від Осера .Перші згадки про «посад на ім'ям Кревеннус» відносяться до римського часу. Через місто проходила «дорога Агріппи», по якій з прибалтійських земель в Галлію доставлявся бурштин. Однак же, велику славу і популярність Кравану приніс порт, перший на Йонні, і дорога, що з'єднала Париж з Бургундією. Для захисту купців і їх товару, в 1384 році король Карл VI дав дозвіл оточити місто оборонною стіною, залишки якої зберігаються досі.

## Передісторія
Захоплення і утримання Кравану було необхідне Англії для зміцнення свого впливу на північному сході Франції, який до того був досить нестійкий. Французький Краван і інші міста, як було прийнято писати в хроніках того часу, «тримали сторону короля», постійно погрожували Парижу. Ця загроза була тільки частково усунута захопленням Мо, Мелана, і перемогою бургундцев при Мон-ан-Віме.
Зі свого боку, Жан д'Аркур, граф д'Омаль в Пікардії продовжував опір, загони дофіна також зуміли захопити Комп'єнь на Уазі, так що перемога англійців була не безумовною.
Навесні 1423 року герцог Бедфордський запросив на зустріч в Ам'єні герцогів Бургундського і Бретонського, щоб виробити єдиний план війни проти дофіна. Угода була досягнута, обидва герцога визнали англійського регента «регентом Франції». Були обговорені умови, на яких союзникам потрібно було надавати одна одній допомогу. Відчувши себе більш впевнено, англійці були готові до продовження експансії.
Краван, що стоїть на півдорозі між Пікардією, де продовжував битися граф д'Омаль з одного боку, і Орлеаном, Блуа і Бурже, де концентрувалися головні сили «дофіністов» з іншого, був важливим сполучним пунктом, через який до д'Омалю йшли підкріплення, гроші і провіант. Прагнучи перекрити цю дорогу, таким чином перервавши зв'язок між Пікардією і головними силами дофіна і захистити Париж, що все ще залишався під загрозою з півдня, герцоги Бедфордський, Бургундський і Бретонський вирішили захопити це місто. Французи, зі свого боку, вважали його «ключем до Бургундії» і готувалися до захисту.